# 龙先那准
龙先那準，《新唐書》作婆伽利（？—651年），龙姓，贞观二十二年（648年）唐朝拥立的西域焉耆国王，龙突骑支、龙栗婆準的弟弟。
644年，随兄长颉鼻叶护等奔西州（今新疆吐鲁番东南高昌城址）投唐。648年，唐太宗派阿史那社尔、契苾何力、郭孝恪率军攻焉耆。西突厥拥立的焉耆国王龙薛婆阿那支放弃焉耆，逃到龟兹东部，阿史那社尔将他擒杀。社尔拥立龙薛婆阿那支的堂弟龙先那準为焉耆国王，以其地为焉耆都督府，龙先那準兼任都督。永徽二年（651年），龙先那準去世，唐高宗放回早年被俘虏的龙突骑支，让他重新当焉耆国王，拜为左卫大将军。
| 前任： 龙薛婆阿那支 | 焉耆国王 648年—651年 | 繼任： 龙突骑支 |